# Gültəpə
Gültəpə (hay còn gọi là Qultəpə) là một làng đô thị thuộc vùng Quba của Azerbaijan.  Có số dân là 414 người.